# Europe '72: The Complete Recordings
Albums de Grateful Dead
Road Trips Volume 4 Number 4
(2011) Europe '72 Volume 2
(2011)
Europe 72: The Complete Recordings est un coffret du Grateful Dead qui retrace l'intégralité de la tournée donnée par le groupe en Europe en avril-mai 1972, soit vingt-deux concerts sur 73 CD.
Ce coffret, remixé par Jeffrey Norman et produit par David Lemieux, paraît en 2011, d'abord seulement en édition intégrale. Une fois les 7 200 exemplaires de cette édition épuisée, il a été réédité concert par concert quelques mois plus tard.
Certains concerts de cette tournée étaient déjà parus en album auparavant :
- le triple Europe '72 (1972) reprend des titres de divers concerts ;
- le double Hundred Year Hall (1995) propose des extraits du concert du 26 avril à Francfort ;
- le coffret Steppin' Out with the Grateful Dead (2002) reprend des titres issus des concerts donnés au Royaume-Uni ;
- le triple Rockin' the Rhein with the Grateful Dead (2004) inclut l'intégralité du concert du 24 avril à Düsseldorf.

Un double album constitué d'extraits des Complete Recordings, intitulé Europe '72 Volume 2, est également paru en septembre 2011.

## Concerts
1. 7 avril : Wembley Empire Pool, Londres (Royaume-Uni)
2. 8 avril : Wembley Empire Pool, Londres (Royaume-Uni)
3. 11 avril : City Hall, Newcastle (Royaume-Uni)
4. 14 avril : Tivoli Concert Hall, Copenhague (Danemark)
5. 16 avril : Stakladen, université d'Aarhus, Aarhus (Danemark)
6. 17 avril : Tivoli Concert Hall, Copenhague (Danemark)
7. 21 avril : Beat Club, Brême (Allemagne de l'Ouest)
8. 24 avril : Rheinhalle, Düsseldorf (Allemagne de l'Ouest)
9. 26 avril : Jahrhundert Halle, Francfort) (Allemagne de l'Ouest)
10. 29 avril : Musikhalle, Hambourg (Allemagne de l'Ouest)
11. 3 mai : Olympia, Paris (France)
12. 4 mai : Olympia, Paris (France)
13. 7 mai : Festival de Bickershaw, Wigan (Royaume-Uni)
14. 10 mai : Concertgebouw, Amsterdam (Pays-Bas)
15. 11 mai : Grote Zaal De Doelen, Rotterdam (Pays-Bas)
16. 13 mai : Esplanade de Lille, Lille (France)
17. 16 mai : Grand Théâtre, Luxembourg (Luxembourg)
18. 18 mai : Kongressaal, Munich (Allemagne de l'Ouest)
19. 23 mai : Lyceum, Londres (Royaume-Uni)
20. 24 mai : Lyceum, Londres (Royaume-Uni)
21. 25 mai : Lyceum, Londres (Royaume-Uni)
22. 26 mai : Lyceum, Londres (Royaume-Uni)

## Musiciens
- Jerry Garcia : chant, guitare, orgue
- Donna Jean Godchaux : chant
- Keith Godchaux : piano
- Bill Kreutzmann : batterie
- Phil Lesh : basse, chant
- Ron « Pigpen » McKernan : orgue, harmonica, percussions, chant
- Bob Weir : guitare rythmique, chant